# Atrato
L'Atrato è un fiume della Colombia. Nasce dal Cerro de Caramanta (Cordigliera occidentale colombiana) e scorre da sud verso nord, principalmente nel dipartimento di Chocó, ma forma anche il confine con il dipartimento di Antioquia. Anche se il suo bacino idrografico è relativamente piccolo (35.000 km², poco più delle dimensioni del Belgio), presenta una grande portata d'acqua dovuta alle abbondanti precipitazioni della regione, per un volume due volte superiore a quello del fiume Reno, rendendolo uno dei principali fiumi del paese.
È navigabile per 500 km, anche se la sua navigabilità è in declino a causa della mancanza di manutenzione del letto che tende a essere invaso dai prodotti dell'erosione. Attraversa la città di Quibdó, capitale del dipartimento di Chocó e porto fluviale.
Sfocia attraverso un piccolo delta nel golfo di Urabá presso l'estremità occidentale della costa caraibica della Colombia.
Nel novembre 2016, la Corte Costituzionale della Colombia ha stabilito  che il bacino del fiume Atrato possiede diritti di "protezione, conservazione, manutenzione e ripristino", attribuendo all'area una propria personalità giuridica.